# Triatoma neotomae
Triatoma neotomae es un insecto heteróptero de la familia Reduviidae.

## Distribución
Esta especie se la ha encontrado en los estados de Nuevo México, Arizona y California, en los Estados Unidos, así como en Nuevo León y Tamaulipas en México.

## Características
En estadios adultos los ejemplares de esta especie pueden alcanzar hasta 16-20 mm de longitud máxima. Individuos de esta especie se han registrado infectados con Trypanosoma cruzi.
El cuerpo de Triatoma neotomae es brillante, con el abdomen aplanado longitudinalmente por debajo. Presenta bandas negras de forma irregular en cada segmento abdominal,  que se encuentran rodeadas de marcas amarillas. Las piezas bucales tienen pelos en todos los segmentos. Las alas tienen marcas distintivas de color naranja a amarillo pálido en la mitad basal. Las piernas son cortas y robustas.